# Yeruham
Yeruham (în ebraică:ירוחם) este un orășel în Districtul de Sud al Israelului, în deșertul Neghev. El are statutul de consiliu local și se întinde pe o suprafață de 38.6 km² și a avut în anul 2019  o populație de 10,294 locuitori. Este numit după locul biblic Yeroham.

## Istorie

### Antichitate
Denumirea Yeruham apare pe o inscripție a faranoului Șeșonk I (Shoshenq) care a invadat Palestina la finele veacului al X-lea î.e.n. 
La intrarea de vest a localității se află colina Tell Rahma, care este identificată cu anticul Yeruham.
Izvorul Rahma, Beer Rahma, ar putea fi, după credința arheologului Yohanan Aharoni, cel menționat în Biblia ebraică ca fiind izvorul găsit de Hagar în timpul pribegiei ei prin pustie, cu fiul ei Ismael.(Ishmael)
În timpul perioadelor arabilor nabateeni, a romanilor și a bizantinilor se afla aici un sat la periferia vestică a actualei localități, ruinele acestuia fiind vizibile până în zilele noastre. Locul, numit în arabă Qasr Rekhme (în ebraică- Mesad Yeruham) a fost excavat în 1966 de arheologul R. Cohen.

### Epoca modernă
Localitatea actuală a fost înființată la 9 ianuarie 1951 sub numele de Kfar Yeruham (Satul Yeruham) urmând să fie una din primele așa numite așezări de dezvoltare ale Israelului, destinată să consolideze frontierele Statului Israel, recent întemeiat. Ea era localizată nu departe de craterul cel mare Hamakhtesh Hagadol, o arie despre care se credea pe atunci că este bogată în resurse naturale
Yeruham a fost întemeiat inițial ca maabara - tabără de așezare a unor noi imigranți evrei din România, mulți din ei supraviețuitori ai Holocaustului. După circa șase ani au venit și imigranți evrei din Africa de Nord}, mai ales Maroc, Iran, India (mai ales din rândurile Bney Israel) și alte locuri Maabaraua s-a creat in apropierea „Șoselei petrolului” dintre Maale Akrabim și Beer Sheva, pe platoul Neghevului.
În fruntea așezării a fost numit Pinhas Maanit, unul dintre fondatorii moșavului Nahalal, care s-a mutat aici cu toată familia. În jur se preumblau beduini din triburile Al Azazma, din care o parte s-au așezat actualmente la Rakhma, așezare sătească care nu a primit recunoașterea guvernului israelian.
În 1961 numărul locuitorilor a fost de 1574. În 1962 Kfar Yeruham a devenit Yeruham.
Dezvoltarea localității a fost stimulată de construirea secției Beer Sheva-Mitzpe Ramon - a magistralei spre Eilat.
În anii 1970 s-a stabilit la Yeruham o comunitate de evrei ultraortodocși (haredim), iar în 1986 au venit și membrii unui nucleu militar agricol- (unitate Nahal) cu caracter național-religios (din mișcarea e tineret Bney Akiva).
După toamna anului 1990 Yeruham a integrat multe sute de imigranți din fosta Uniune Sovietică care au ajuns să constituie 25% din populația sa.
În 1983 a fost ales primar Baruch Almakayes  (1983-1992 și 2003-2005), reprezentând Partidul Muncii. În timpul său a fost amenajat Parcul Yeruham cu lacul Yeruham, în prezent interzis înotului din cauza poluării. În schimb șomajul a fost de 39%. Între anii 1992-2003 a funcționat ca primar un fiul al localității, Moti Avisror (Likud) care a încurajat învățământul și a înfrumusețat localitatea. Între anii 2005-2010 orașul a avut un primar numit de ministerul de interne, generalul în rezervă Amiram Mitzna, care a pus ordine în finanțele orașului, a promovat computerizarea școlilor și a sprijinit construcția pe teritoriul orașului a mai multor baze de antrenament militar  care au contribuit la creșterea ulterioară a veniturilor primăriei.

## Geografie

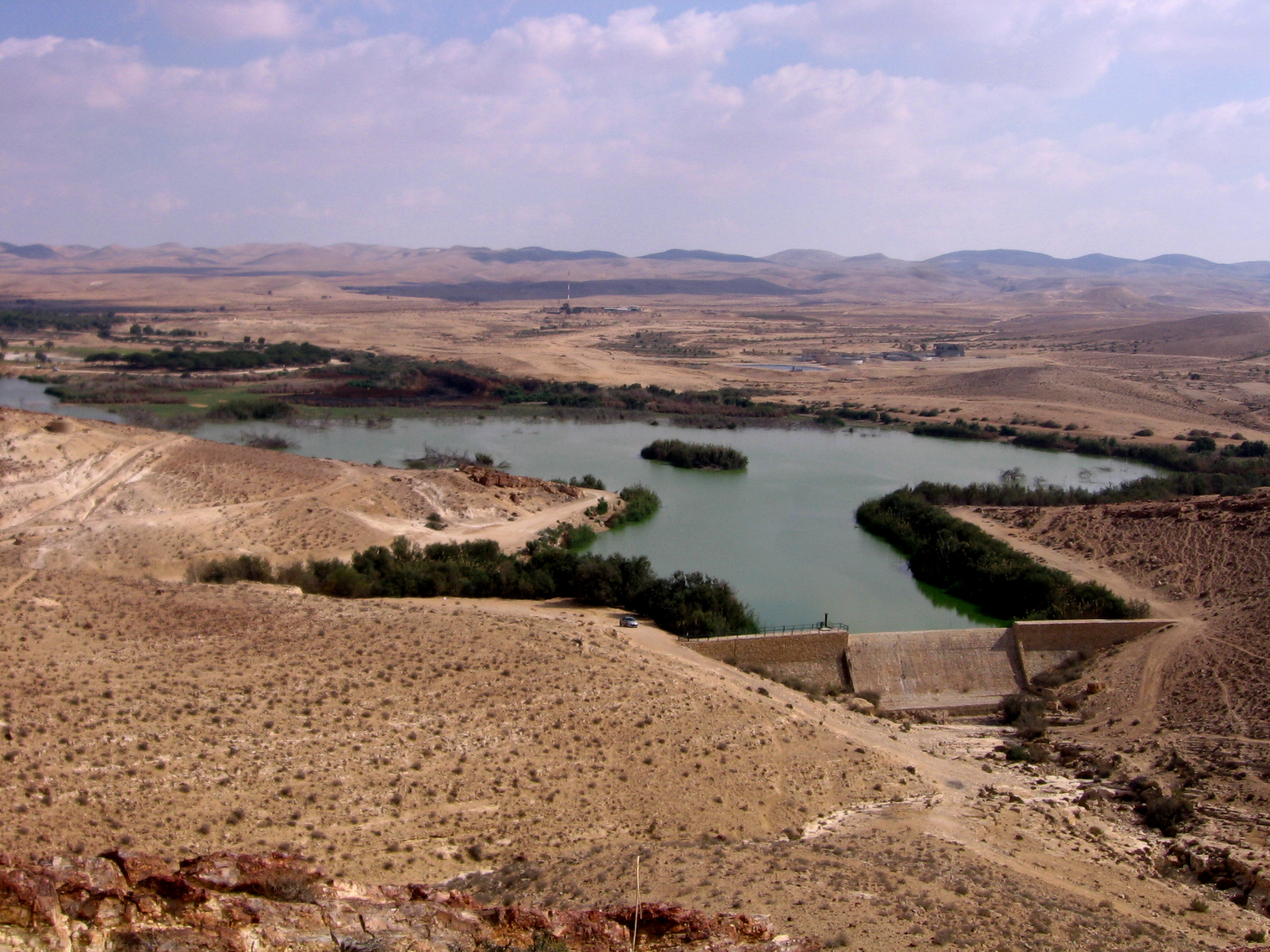
Lacul Yeruham

Yeruham este așezat în nordul Negevului, la 15 km de Dimona, și la 600 m deasupra nivelului mării.  
El se afla în zona de deșert cu cricuri de eroziune și „cratere”. Nu departe se afla Rezerva naturală de iriși caracterizata de o rară specie locală Iris petrana.

## Demografie
După datele Biroului central de statistică al Israelului, populația era de 9511 locuitori la începutul anului 2018.
Creșterea naturală a populației este de 0,9%. Venitul mediu în anul 2007 era de 5502 shekeli.
Graficul creșterii populației intre anii 1955-2006
În 2018 populația orașului cuprindea 88,2% evrei și 11,8% alții (evrei nerecunoscuți ca atare de Ministerul de interne, parteneri de viață ai unor evrei sau evreice, arabi etc) 
În prezent circa jumătate din populație are rădăcini din Africa de Nord, un sfert din fosta Uniune Sovietică și 14% din India. 10 % din locuitori sunt evrei ultraortodocși (haredim). Circa 20% sunt locuitori noi, incluzând sioniști religioși  
și haredim -naționali (hardalim) veniți la ieșivele (yeshivot hesder) pentru militari care au luat ființă în localitate.

## Învățământ

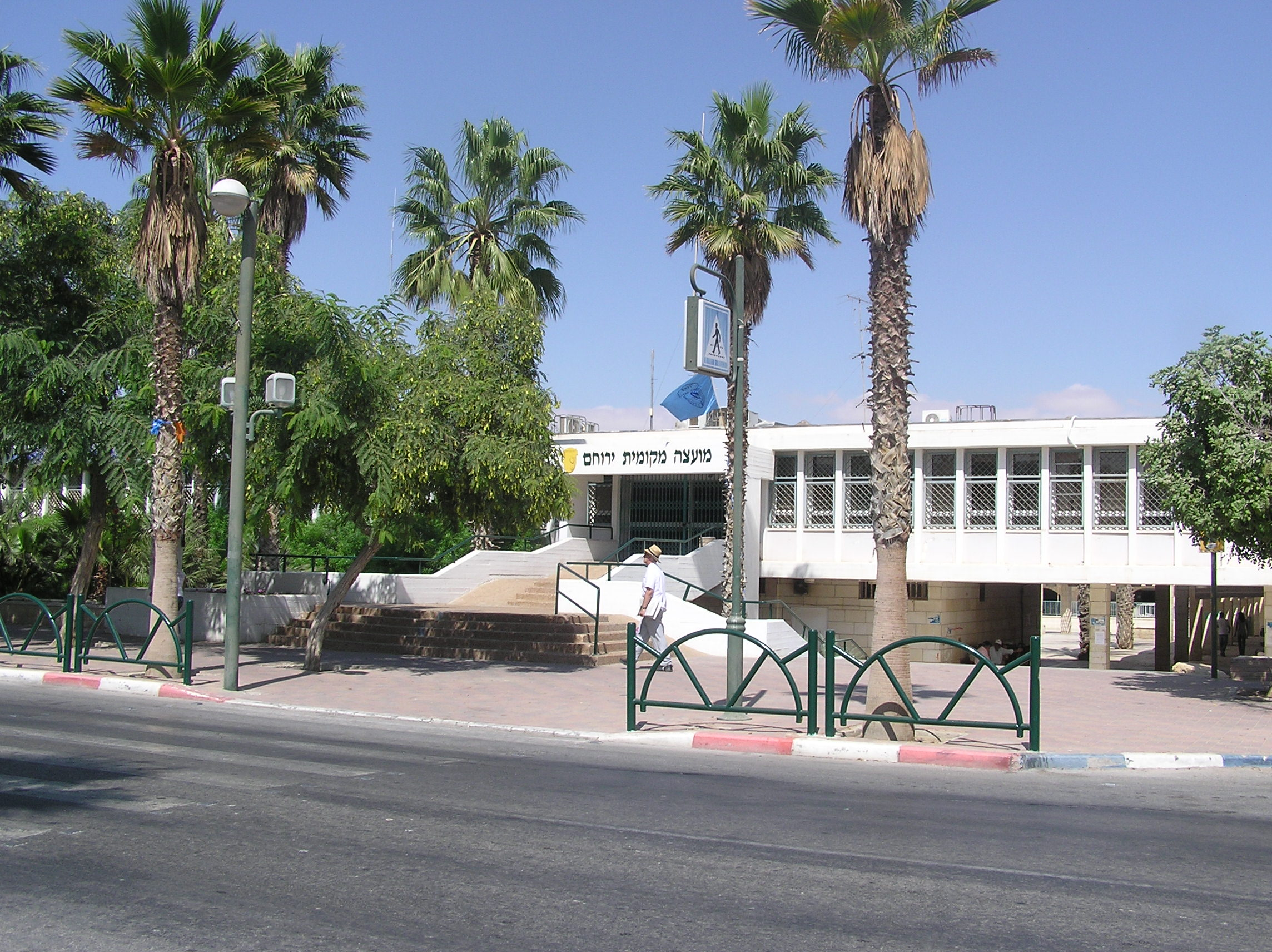
Consiliul local (primăria) Yeruham

Yeruham are cinci școli elementare (de stat și religioase de stat), trei școli ultraortodoxe și un liceu industrial ORT. GBS permite studiul acasă cu material furnizat de școală. Programul „Orașul face muzică” furnizează învățământ muzical în toate școlile elementare și organizează două orchestre de tineret.
În oraș funcționează liceul-ieșivă Belevav shalem (Din toată inima) pentru băieți și un liceu religios de fete „Kama”, vestit în întreaga țară.  
Yeshivat Hasder Yeruham (institutie care îmbină învățământul religios cu serviciul militar) atrage, de asenenea, studenți din întreaga țară. In cadrul lui există și un program de leadership pentru tineri evrei cu rădăcini în Etiopia.    
Seminarul (Midrasha) Beer oferă un parcurs post liceal pentru tinere religioase care îmbină învățătura cu voluntariatul comunitar. Ele pot executa aici un serviciu național de doi ani (in locul celui militar) și jumătate de an de proiect in domeniul social.   
Centrul de  dezvoltarea resurselor umane Ofek coordoneaza programe de scoală pentru adulți. 
Mai funcționează în oraș programe comune cu Institutul Weizmann, Universitatea Ben Gurion, Universitatea Deschisă, Centrul Universității Ebraice pentru perfecționare, precum și mentori voluntari de la Centrul de cercetări nucleare .
În 2015 a luat ființă Campus Kulanu cu doua orientari:muzică la instrumente muzicale orientale și activism social.

## Personalități născute aici
- Avi Singolda (n. 1959), chitarist.

## Orașe înfrățite
- Miami, Florida
- Highland Park, Illinois

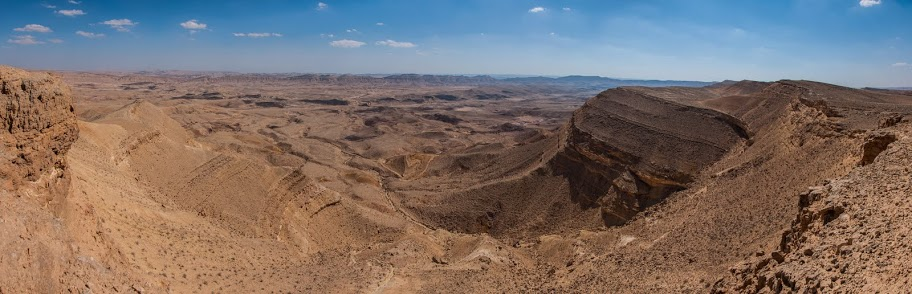
Fotografie panoramică a unui segment din Marele Crater, la zece minute distanță de Yeruham

- Herzliya